# Liste der Bodendenkmale im Landkreis Börde

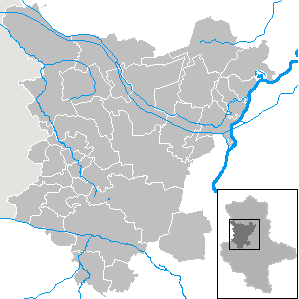
Karte des Landkreises Börde

In der Liste der Bodendenkmale im Landkreis Börde sind die Bodendenkmale im Landkreis Börde aufgeführt. Grundlage der Einzellisten sind die in den jeweiligen Listen angegebenen Quellen.
Diese Liste ist eine Teilliste der Liste der Bodendenkmale in Sachsen-Anhalt.
Die Kulturdenkmale sind in der Liste der Kulturdenkmale im Landkreis Börde erfasst.

## Aufteilung
Wegen der großen Anzahl von Bodendenkmalen im Landkreis Börde ist diese Liste in Teillisten nach den Städten und Gemeinden aufgeteilt.
| Gemeinde/ Stadt        | Bodendenkmalliste                                        | Wappen | Lage | Bild eines Bodendenkmals |
| ---------------------- | -------------------------------------------------------- | ------ | ---- | ------------------------ |
| Altenhausen            | Liste der Bodendenkmale in Altenhausen                   |        |      |                          |
| Am Großen Bruch        | Liste der Bodendenkmale in Am Großen Bruch               |        |      |                          |
| Angern                 | Liste der Bodendenkmale in Angern                        |        |      |                          |
| Ausleben               | Liste der Bodendenkmale in Ausleben                      |        |      |                          |
| Barleben               | Liste der Bodendenkmale in Barleben                      |        |      |                          |
| Beendorf               | Liste der Bodendenkmale in Beendorf                      |        |      |                          |
| Bülstringen            | Liste der Bodendenkmale in Bülstringen                   |        |      |                          |
| Burgstall              | Liste der Bodendenkmale in Burgstall (Landkreis Börde)   |        |      |                          |
| Calvörde               | Liste der Bodendenkmale in Calvörde                      |        |      |                          |
| Colbitz                | Liste der Bodendenkmale in Colbitz                       |        |      |                          |
| Eilsleben              | Liste der Bodendenkmale in Eilsleben                     |        |      |                          |
| Erxleben               | Liste der Bodendenkmale in Erxleben (Landkreis Börde)    |        |      |                          |
| Flechtingen            | Liste der Bodendenkmale in Flechtingen                   |        |      |                          |
| Gröningen              | Liste der Bodendenkmale in Gröningen                     |        |      |                          |
| Haldensleben           | Liste der Bodendenkmale in Haldensleben                  |        |      |                          |
| Harbke                 | Liste der Bodendenkmale in Harbke                        |        |      |                          |
| Hohe Börde             | Liste der Bodendenkmale in Hohe Börde                    |        |      |                          |
| Hötensleben            | Liste der Bodendenkmale in Hötensleben                   |        |      |                          |
| Ingersleben            | Liste der Bodendenkmale in Ingersleben                   |        |      |                          |
| Kroppenstedt           | Liste der Bodendenkmale in Kroppenstedt                  |        |      |                          |
| Loitsche-Heinrichsberg | Liste der Bodendenkmale in Loitsche-Heinrichsberg        |        |      |                          |
| Niedere Börde          | Liste der Bodendenkmale in Niedere Börde                 |        |      |                          |
| Oebisfelde-Weferlingen | Liste der Bodendenkmale in Oebisfelde-Weferlingen        |        |      |                          |
| Oschersleben (Bode)    | Liste der Bodendenkmale in Oschersleben (Bode)           |        |      |                          |
| Rogätz                 | Liste der Bodendenkmale in Rogätz                        |        |      |                          |
| Sommersdorf            | Liste der Bodendenkmale in Sommersdorf (Landkreis Börde) |        |      |                          |
| Sülzetal               | Liste der Bodendenkmale in Sülzetal                      |        |      |                          |
| Ummendorf              | Liste der Bodendenkmale in Ummendorf (Börde)             |        |      |                          |
| Völpke                 | Liste der Bodendenkmale in Völpke                        |        |      |                          |
| Wanzleben-Börde        | Liste der Bodendenkmale in Wanzleben-Börde               |        |      |                          |
| Wefensleben            | Liste der Bodendenkmale in Wefensleben                   |        |      |                          |
| Westheide              | Liste der Bodendenkmale in Westheide                     |        |      |                          |
| Wolmirstedt            | Liste der Bodendenkmale in Wolmirstedt                   |        |      |                          |
| Zielitz                | Liste der Bodendenkmale in Zielitz                       |        |      |                          |